# Cyclopina adriatica
Cyclopina adriatica – gatunek widłonoga z rodziny Cyclopinidae. Nazwa naukowa tego gatunku skorupiaków została opublikowana w 1955 roku przez macedońskiego biologa Trajana Kirila Petkowskiego z "Prirodonaucen Muzej na Makedonija" (maced. Природонаучен музеј на Македонија) w Skopje.